# Bernhard Wolf (Schwimmer)
Bernhard Wolf (* 31. Juli 1988 in Wien) ist ein österreichischer Schwimmsportler. Er schwimmt für den Verein Schwimm-Union-Wien (SUV).
Wolf nahm 2008 bei den Kurzbahneuropameisterschaften in Rijeka erstmals an internationalen Wettkämpfen teil, weiters 2009 bei den Kurzbahneuropameisterschaften in Istanbul, 2010 bei den Kurzbahneuropameisterschaften in Eindhoven, 2011 auf der Langen Bahn bei der XXVI. Sommer-Universiade in Shenzhen und 2012 bei den Schwimmeuropameisterschaften in Debrecen.
2009, 2010, 2011, 2013 und 2014 gewann er wiederholt österreichische Staatsmeistertitel auf der Kurz- und Langbahn. Seine bevorzugte Disziplin ist der Schmetterlingsstil.